# 聖尼古拉主教座堂 (紐約)

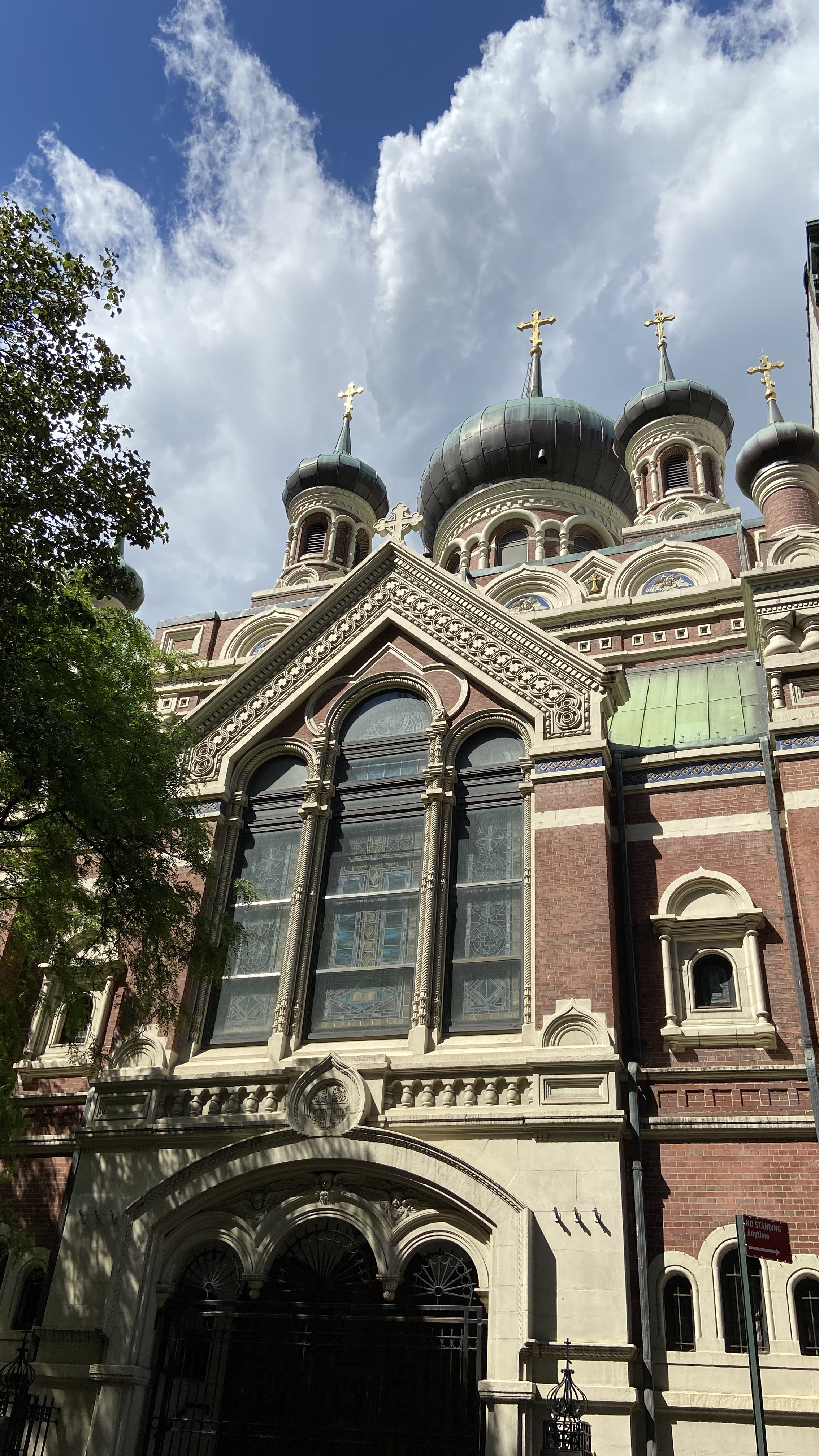

聖尼古拉俄羅斯正教會主教座堂（St. Nicholas Russian Orthodox Cathedral，Свято-Николаевский собор РПЦ в Нью-Йорке）是位於美國紐約市曼哈頓上東城的一座俄羅斯正教會教堂。這座教堂是俄羅斯正教會在北美的行政中心，修建於1901年至1902年時。